# SC-2005突擊步槍
Desarrollos Industriales Casanave SC-2005是一款由秘鲁卡沙拿維工業發展股份有限公司（西班牙語：Desarrollos Industriales Casanave）所研製及生產的突击步枪，是FN FAL的建議升級型。發射口徑較小的5.56×45毫米北約口徑和口徑較大7.62×51毫米北約口徑兩種步枪子彈。

## 概述
秘魯Casanave工業發展股份有限公司自1981年以來向秘魯武裝部隊生產步槍零件與部件，這些武器一直在UNITAS與來自美軍的部隊演習期間操作。

## 衍生型

### SC-2009
SC-2009-MWS（MWS，意為：模塊化武器系統）是一個機匣頂部的皮卡汀尼導軌STANAG 2324系統，和彈匣供彈、三段射擊模式位置的擊發調變式槍械，同時配備了經過重新設計的伸縮式槍托升級。雖然SC-2009的機動性使得它適合被非步兵部隊（車輛人員、文員和參謀軍官）所使用，但同樣地這也使得它非常適合近身距離作戰（CQB）。

### SC-2010
最近該公司提出的型號被命名為SC-2010 HPMWS（HPMWS，意為：大威力模塊化武器系統），改進自FAL 50-00自動步槍，發射7.62×51毫米北約口徑步枪子彈，皮卡汀尼導軌STANAG 2324系統，伸縮式槍托，以及特殊的槍口制退器，以支援火力強大的7.62毫米子彈，大大減少射擊時的後座力。

## 登場作品

### 電子遊戲
- 2013年—：型號為SC-2010，命名為「SC-2010」，黑色槍身，以30發（戰役模式和聯機模式，可使用改裝：延長彈匣增至45發）和24發（滅絕模式）彈匣供彈，初始攜彈量為60發（聯機模式）和72發（滅絕模式），最高攜彈量為300發（戰役模式）、180發（聯機模式）和192發（滅絕模式）。戰役模式之中由「聯邦」（Federation）軍隊所使用；聯機模式時可以使用紅點鏡、ACOG光學瞄準鏡、全息瞄準鏡、可變倍率反射式瞄準鏡、熱能探測混合式瞄準鏡、追踪器瞄準鏡、消焰器、消音器、槍口制退器、前握把、槍管下掛式霰彈槍、槍管下掛式榴弹发射器、延長彈匣、穿甲彈、半自動、三發點放；滅絕模式時以1,500點取得。